# NGC 4731A
NGC 4731A (другие обозначения — MCG -1-33-27, PGC 43526) — галактика в созвездии Дева.
Этот объект не входит в число перечисленных в оригинальной редакции «Нового общего каталога» и был добавлен позднее.